# Recaudación de efectivo
En la contabilidad de una empresa la función de recaudación de efectivo es la que tiene como finalidad cobrar los pagos pendientes. Se trata del hecho de obtener dinero en efectivo de una empresa o de una persona a la que se le han emitido una o más facturas.
Las facturas son emitidas con plazos de pago. Estos términos varían ampliamente del término "al contado", que significa que la factura se debe cobrar inmediatamente, en el mismo momento. Entre las muchas formas de "pago aplazado" hay por ejemplo, 30 días a partir de la fecha de factura, o 30, 60, 90, etc ..
Las facturas pendientes de pago se considerarán en circulación. Las facturas que se encuentren pendientes de pago por períodos más largos que los 'términos' indicados en la factura son consideradas atrasados.
Es el objetivo de la función de "recaudación de efectivo" de una empresa es recoger el dinero en metálico de todas las facturas pendientes de pago antes de su vencimiento o poder renegociar nuevos acuerdos de pago de las que no se cobran para de garantizar que las deudas facturados no se conviertan en dudosos o malos.